# 童婚
童婚，或稱娃娃婚，泛指下列兩種的婚姻關係：
1. 在一個婚姻之中的男女，有一方為未滿15歲的年輕孩子。
2. 經由兩個不同家庭的家長為子女預訂的婚姻，在他們仍未滿15歲就幫他們完婚。

在傳統社會裡，童婚可能有多種用途：貴族之間的政治婚姻，確保自身利益，或是作為確保國家安全的一種手段（例如與王室聯婚，或是將女兒出嫁給鄰國，以防止國家被外國併吞）；在社會下層，常發生以童婚為手段，藉以獲得富人的經濟援助的買賣婚姻。

## 歷史
各文化中的結婚年齡受許多因素影響。例如嫁妝或聘禮造成一些人必須有一定經濟條件後才能結婚，性別比例則影響各年齡層找到適婚對像的機會，許多宗教也禁止人們太早結婚。
一直到19世記工業革命以前，大多數農業文明（包含歐洲、東亞和印度）的女性會在達到青春期後不久即結婚，也有些社會發展出在未達青春期就先訂婚的文化，而男性傾向在建立一定事業後才結婚。然而在西北歐，人們自中世紀後期便傾向在二、三十歲後才結婚，並立法禁止一定年齡以下的孩童結婚。這樣的文化和法律制度後來漸漸傳到整個歐洲以及各殖民地。
21世記初，聯合國和各國政府透過一系列手段試圖終結各傳統文化中的童婚，聯合國大會建立國際女童日、聯合國人權理事會認定童婚違反人權、聯合國婦女地位委員會同意終結童婚、世界衛生組織建議增加對女童的教育、對結婚年齡加強執法、並針對有童婚地區的父母教育其風險。

## 現狀
在世界逐漸提提倡的婦女與兒童的人權，導致傳統的童婚大幅降低，因為它被認為是對兒童不公平與具有危險性。不過在21世紀，一些國家仍然盛行童婚，在也門的鄉村地區，2008年有報道稱當地人平均結婚年齡是12至13歲；而現今在各大洲當中，以非洲和亞洲的童婚情況最為嚴重，美洲則緊追在後，歐洲和大洋洲則是情況輕微。而在經濟層面上來說，已開發和高度開發中國家的童婚狀況較開發中或是低度開發國家輕微。
一些消息指出，在阿富汗，塔利班有要求占領區民眾將女童與未結婚的女性交出，並強行許配給聖戰士做為妻子的作為，一些阿富汗的女性表示，自己寧可自殺也不要被強迫結婚。
2024年11月，哥倫比亞國會通過一項歷史性法案，全面禁止未滿18歲的童婚。這項法案結束了自1887年《民法典》以來允許14歲以上未成年人結婚的法律制度，標誌著該國在兒童權益保護上的重大進展。

## 知名事例
《布哈里聖訓實錄》5:58:234、7:62:64及65、88記述伊斯蘭教先知穆罕默德與6歲的阿伊莎結婚，在她9歲時完婚。虽然阿伊莎的年龄有争议，但時至今日，一些穆斯林仍以此事例作為容許童婚的理由。

## 外部連結
- UN Population Fund factsheet, 2005 Archive-It的存檔，存档日期2007-08-16
- A Children's Human Rights Film